# Andrena bellidoides
Andrena bellidoides är en biart som beskrevs av Laberge 1968. Andrena bellidoides ingår i släktet sandbin, och familjen grävbin. Inga underarter finns listade i Catalogue of Life.